# Wahhabism
Wahhabism är en fundamentalistisk och exoterisk riktning av sunniislam som grundades av Muhammad ibn Abd al Wahhab på Arabiska halvön under 1700-talet. Den utvecklades ur den hanbalitiska rättsskolan. Anhängarna av denna riktning strävar efter att följa Koranen och sunna så som man menar att profeten Muhammed och de tre första generationerna muslimer efter honom gjorde. Man förkastar på denna grund helgondyrkan, gravprocessioner, dekadent leverne, världsliga njutningar och alla andra seder och bruk som inte uppfattas vara i linje med den gudfruktiga livsstil de ursprungliga muslimerna påstås ha haft.

## Historia

### Ursprung
Wahhabismen utvecklades under 1700-talet av Muhammad ibn Abd al Wahhab (1703-1792) under dennes religionsstudier i Basra. Han var skolad i teologi, rättsvetenskap (madhhab) och företrädde den hanbalitiska rättsskolan, i vilken hans farfar hade varit en högt uppsatt auktoritet och som traditionellt betraktas vara sunniislams strängaste. När han återvände från studier i Mecka och Medina till sin hemby Al-'Uyayna år 1740 försökte han driva igenom reformer i lokalsamhället baserad på sin egen kompromisslösa tolkning av Ahmad bin Hanbal. Han lyckades övertala den lokale makthavaren att riva gravhelgedomen tillägnad Zayd ibn al-Khattab, en av profeten Muhammeds följeslagare, då den i Abd al Wahhabs ögon var föremål för avgudadyrkan. Han krävde också att träd som ansågs vara heliga av byborna skulle huggas ned. Slutligen organiserade han personligen stenandet av en kvinna anklagad för hor. Mäktiga stamledare och regionala härskare ogillade de nya förändringarna som Muhammad ibn Abd al Wahhab försökte genomföra och på deras order kastades han ut ur byn redan samma år.
Han erbjöds därefter uppehälle i angränsande Diriyah av den stadens stamfurste, Muhammed ibn Saud, varpå Abd al Wahhab kunde fortsätta hetsa mot det han uppfattade som avgudadyrkan och ogudaktighet. Inte minst fördömde han kraftfullt dåtidens religiösa etablissemang med grund i tolkningar av Koranen som stred mot det teologiska konsensus som rått bland prästerskapet i hundratals år och länge hade öppnat för olika former av synkretiska inslag av islam inspirerade av lokala kulturer och sedvanor såväl som andra religioner. Enligt Abd al Wahhab var det viktigt att människorna inte förlitade sig blint på prästerskapet utan själva ordagrant följde Koranen och sunna, och nya former av islam kunde inte tolereras. De som inte följde hans lära skulle betraktas som avfällingar från den rätta tron.

### Wahhabismens tidiga utbredning

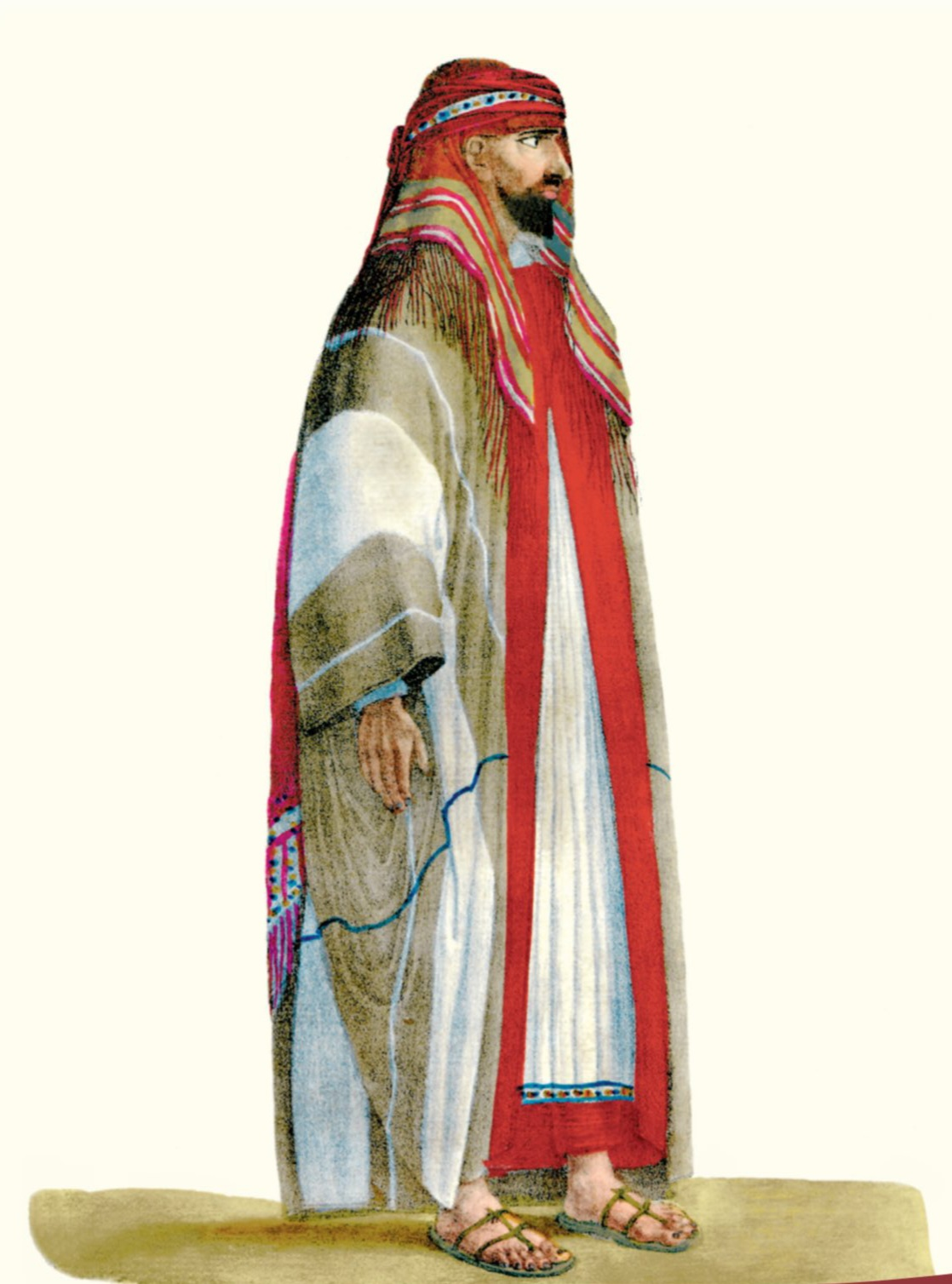
Abdullah bin Saud. Bild från 1819.

Tillsammans formade predikanten Abd al Wahhab och Ibn Saud en politisk allians, som gick ut på att införa den wahhabitiska läran i de områden som ibn Saud erövrade. Alliansen bekräftades genom att Muhammed ibn Saud gifte sig med Muhammad ibn Abd al Wahhabs dotter. Genom alliansen kom Abd al Wahhabs lära för första gången att få stor politisk betydelse och tillsammans påbörjade de 1744 ett krig för att rensa regionen på allt som uppfattades som ogudaktigt, och stammarna under Ibn Saud med efterträdare erövrade inom loppet av 60 år en stor del av Arabiska halvön i vad som blev det första saudiska riket. Tillbedjan av heliga grottor, träd och gravar förbjöds och shiamuslimska helgedomar förstördes, inte minst i den heliga staden Karbala som erövrades 1802. 1803 erövrades Mecka och en wahhabitisk reform påbörjades där samtliga helgedomar i staden förutom Kaba revs, stadens religiösa ledare avrättades och den slöja som dolde Kaba från profana blickar plockades ned.
Till slut framtvingades en reaktion från Osmanska riket som gradvis hade blivit allt mer påverkat av saudiernas framfart på Arabiska halvön och 1818 besegrades det första saudiska riket av Ibrahim Pascha. Den saudiske imamen Abdullah bin Saud tillfångatogs och fördes till Konstantinopel där han halshöggs. Osmanerna straffade de saudiska prästerna mycket hårdare än de politiska stamledarna då prästerna på grund av den kompromisslösa, fundamentalistiska wahhabismen uppfattades vara ett mycket större hot mot Osmanska rikets stabilitet.
Saudierna och deras allierade i Abd al Wahhabs ätt lyckades återkomma och ta makten i Riyadh 1823 och upprättade ett nytt rike, det andra saudiska riket, där wahhabismen fortsatte vara statsreligiös doktrin. Vid den här tiden höll Osmanska riket på att försvagas och trots ett par försök från egyptiskt håll att åter krossa saudierna lyckades det andra saudiska riket överleva ända till 1891; i praktiken hade man dock lyckats marginalisera wahhabiterna till de ogästvänliga ökenområdena på centrala Arabiska halvön. Under 1800-talets senare hälft började wahhabitiska präster att fördöma all kontakt mellan Najds lokalbefolkning och folk utifrån regionen, som stämplades som avgudadyrkare. Resor ut ur Najd till Osmanska rikets gränsprovinser, där avgudadyrkarna enligt wahhabiterna bodde, begränsades.

### 1900-tal till nutid

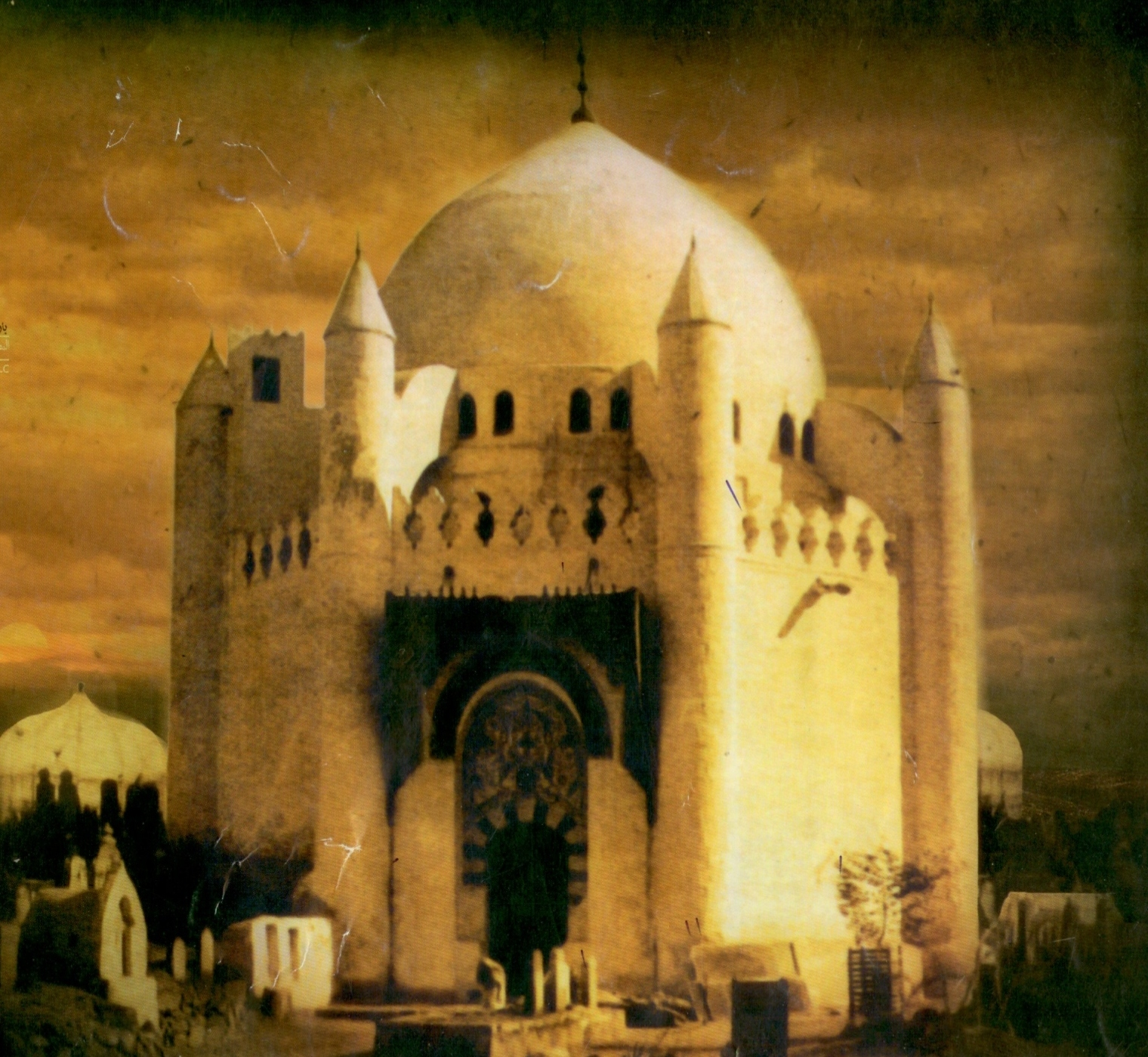
Gravmonumentet vid Al-Baqi' där bland andra Fatima Zahra och imam Hassan begravdes. Byggnaden revs av saudierna år 1926 för att förhindra helgondyrkan.

Efter flera år i exil återtog saudiska stamkrigare Riyadh än en gång år 1902 och upprättade Emiratet Najd och Hasa. För att legitimera sina anspråk lät den dåvarande saudiske makthavaren, Abdul Aziz bin Abdul Rahman Al Saud, åter understryka den gamla alliansen med wahhabiterna och gav ättlingar till Abd al Wahhab höga positioner i den nya statens religiösa etablissemang. När Abdul Aziz grundade dagens Saudiarabien år 1932 kom wahhabiterna, ikhwan, till makten med honom. Alliansen håller än idag och den religiösa och politiska makten stärker varandra, det kungliga huset Saud förfogar enväldigt över den politiska makten i landet medan ätten Al ash-Sheikh, ättlingarna till Abd al Wahhab, traditionellt kontrollerar det saudiska religiösa etablissemanget.
I den saudiska författningen har kungamakten liksom religionens ställning institutionaliserats och det är idag förbjudet att i Saudiarabien utöva någon annan religion än islam i offentliga sammanhang. Den nuvarande stormuftin av Saudiarabien Abdulaziz ibn Abdullah Al ash-Sheikh, landets högst uppsatta präst, är en företrädare för den wahhabitiska inriktningen av sunniislam och har på dess principer bland annat föreslagit att profeten Muhammeds grav ska jämnas med marken för att förhindra helgondyrkan. Flera andra moskéer, gravmonument och andra helgedomar i dagens Saudiarabien med kopplingar till tidig islam har förstörts på order av inflytelserika präster i syfte att bekämpa vad wahhabiterna anser vara avgudadyrkan. Detta inkluderar gravplatsen för Aminah bint Wahb, mor till profeten Muhammed, som år 1998 demolerades med en bulldozer för att sedan sättas i brand och Abu Bakrs hus som revs 2008 för att göra plats för Mecca Hilton Hotel. I modern tid övervakar religionspolisen i Saudiarabien noggrant pilgrimer som vallfärdar till landet och upprätthåller i enlighet med wahhabitisk doktrin strikta regler som i synnerhet drabbar shiamuslimer, vilka traditionellt ber vid helgongravar och utför diverse ritualer.
Idag stöds wahhabismen av staterna Saudiarabien och Qatar. Wahhabitisk mission har spritt läran långt utanför dessa länders gränser, bland annat genom att använda informationsteknik som internet. Detta trots att wahhabismen protesterar mot de nymodigheter som kommer från västvärlden.
Den 25-27 augusti 2016 hölls en konferens i Groznyj där ca 200 muslimska lärda samlades från olika länder. Under den konferensen exkluderades den salafistiska wahhabism som utövas i Saudiarabien från sunniislam.

## Doktriner

### Teologiska fundament
Centralt inom den wahhabismen är Guds enhet och unikhet och att endast Gud är trosbekännarens herre (rabb). Koranen och haditherna är de enda texterna med någon som helst auktoritet, men även texter från de tidigaste muslimska prästerna samt de fyra första kaliferna kan användas som stöd för tolkningar av Koranen och haditherna. Därmed utesluts alla yttranden från senare religiösa ledare som inte anses vara i linje med en bokstavstrogen tolkning av Koranen och haditherna.
Wahhabitiska förespråkare citerar gärna muslimska tänkare från så långt tillbaka i tiden som 1300-talet. En av de mest kända av dessa tänkare är Taqi al-Din Ibn Taymiyya, en 1300-talstänkare som verkade i Egypten. Ibn Taymiyya var på sin tid grundaren till den stränga riktning av den hanbalitiska rättsskolan som Abd al Wahhabs farfar varit en auktoritet inom. Ibn Taymiyya förespråkade ijtihad – självständigt beslutande – med innebörden att gå tillbaka till de ursprungliga texterna, att göra en självständig tolkning och inte bara följa de, som han menade, korrupta rättslärda. Wahhabiter tillämpade för detta ändamål de förklaringar som Abd al Wahhab skrivit om Koranen i Kitab al-Tawhid ("Boken om monoteism"), vilka lägger fram en mycket detaljerad tolkning av hur religionen ska tillämpas. I boken fördöms bland annat musik, hasardspel, rusdrycker och andra nöjen, och beskriver regler för klädsel och uppträdande. Ibn Taymiyya fördömde kraftfullt idjma, det vill säga prästerlig konsensus, som på hans tid hade blivit förknippat med officiellt godkännande av synkretism; till exempel hade många muslimer inspirerats av kristendomen och börjat upphöja profeten Muhammed till halvt gudomlig status. För Ibn Taymiyya, liksom för Abd al Wahhab 400 år senare, var prästernas tolerans för vad de båda betraktade som religiösa avarter helt oacceptabel. Eftersom endast Gud kunde ha gudomlig status såg man på bekännare till andra religioner liksom andra inriktningar av islam, inklusive mångfalden av synkretiska varianter, som avgudadyrkande mušrikun ("sådana som sätta andra väsen vid Guds sida").

### Syn på övriga trosinriktningar
Den wahhabitiska läran är starkt kritisk mot alla andra inriktningar av islam, i synnerhet mot shiaislam, som ses som en kättersk sekt, och mot olika sufiska ordnar, som anses förorena det egentliga islam med helgonkult och oislamiska sedvänjor. När shiiterna samlades runt Alis och Husseins gravar eller när suferna färdades till gravarna för tidigare sufischejker ansågs de vara avgudadyrkare. Enligt Abd al Wahhab måste denna avgudadyrkan undvikas för att Guds enhet (tawhid) ska uppstå. Han menade att muslimerna måste sluta att imitera tidigare rättslärdas tolkningar (göra taqlid) och istället sträva efter en egen förståelse och tolkning (ijtihad).
Enligt islamologen Jan Hjärpe vid Lunds universitet är det vanligt inom wahabbism att förorda segregation mellan muslimer och icke-troende, det vill säga att en muslim inte skall bli vän med eller vistas bland icke-troende.

### Beteckningen "wahhabiter"
Anhängarna av wahhabismen har alltid motsatt sig benämningen "wahhabiter" eftersom den kan ge intryck av att man gör sig skyldig till att dyrka Abd al Wahhab och därigenom förhärliga människor, helgon och profeter på bekostnad av den dyrkan som endast bör ägnas den ende guden. Wahhabiterna föredrar att kalla sig muwahhidun (unitarianer, bekännare av Guds enhet) och betraktar alla andra muslimer som avgudadyrkare. Wahhabismen har även mycket gemensamt med salafismen, och betraktas av vissa som en gren av denna inriktning. Begreppet salafism kommer från Al Salaf (al salih) som betyder "[de fromma] förfäderna" och syftar på återgång till den religion som dessa förfäder utövade. Detta istället för att låta sig lockas av moderna nymodigheter som drar uppmärksamheten från Gud. 
Den saudiarabiske lärde Abd al-Aziz ibn Baz har nämnt att ordet wahhabism är en känd titel bland monoteismens och Najds lärda och att det refererar till schejken och imamen Muhammad ibn Abd al Wahhab. Han har även nämnt att wahhabi är ett nobelt smeknamn.

### Fotnoter
1. 1 2 3 4 5 6 7 8 9  Vahhabiter i Nordisk familjebok (andra upplagan, 1921)
2. ↑  Tarikh Najd av 'Husain ibn Ghannam, vol. 1, s. 76–77
3. 1 2 3  Lacey, Robert (February 1983). The Kingdom: Arabia & the House of Saʻud. Avon. sid. 56. ISBN 978-0-380-61762-3. http://books.google.com/books?id=OId-wIvHDcUC. Läst 26 december 2011
4. ↑  DeLong-Bas, Natana J. (15 July 2004). Wahhabi Islam: from revival and reform to global Jihad. Oxford University Press. sid. 24. ISBN 978-0-19-516991-1. http://books.google.com/books?id=-Uy4ZGwAOAgC. Läst 24 december 2011
5. ↑  "The Saud Family and Wahhabi Islam". Library of Congress Country Studies.
6. ↑  Marsot, Afaf Lutfi Al-Sayyid. A History of Egypt From the Arab Conquest to the Present. New York: Cambridge UP, 2007.
7. ↑  Elizabeth Sirriyeh, Salafies, "Unbelievers and the Problems of Exclusivism".  Bulletin (British Society for Middle Eastern Studies, Vol. 16, No. 2. (1989), pp. 123-132. (Text online at JSTOR)
8. ↑  Commins, David (2009). The Wahhabi Mission and Saudi Arabia. I.B.Tauris. sid. 47–49
9. ↑  Commins, David (2009). The Wahhabi Mission and Saudi Arabia. I.B.Tauris. sid. 130
10. ↑  J. A. Hammerton. Peoples Of All Nations: Their Life Today And Story Of Their Past (in 14 Volumes). Concept Publishing Company, 2007. ss. 193.
11. ↑  Abir, Mordechai (1987). Saudi Arabia in the oil era: regime and elites : conflict and collaboration. sid. 4, 5, 7. ISBN 978-0-7099-5129-2
12. ↑  Jerome Taylor (24 september 2011). ”Mecca for the rich: Islam's holiest site 'turning into Vegas'”. The Independent (independent.co.uk). http://www.independent.co.uk/news/world/middle-east/mecca-for-the-rich-islams-holiest-site-turning-into-vegas-2360114.html. Läst 13 april 2012.
13. ↑  Jerome Taylor (26 okt 2012). ”Medina: Saudis take a bulldozer to Islam's history”. The Independent (independent.co.uk). http://www.independent.co.uk/news/world/middle-east/medina-saudis-take-a-bulldozer-to-islams-history-8228795.html. Läst 11 augusti 2014.
14. ↑  Daniel Howden (19 april 2006). ”Shame of the House of Saud: Shadows over Mecca”. The Independent (independent.co.uk). http://www.independent.co.uk/news/world/middle-east/shame-of-the-house-of-saud-shadows-over-mecca-474736.html. Läst 6 augusti 2015.
15. ↑  http://www.nytimes.com/2014/10/01/opinion/the-destruction-of-mecca.html?_r=0
16. ↑  http://www.dawn.com/news/1135516
17. ↑  (2009). Denied Dignity: Systematic Discrimination and Hostility Toward Saudi Shia Citizens, Human Rights Watch, s.15-16
18. ↑  AsiaNews.it. ”Conference in Grozny: Wahhabism exclusion from the Sunni community provokes Riyadh’s wrath”. www.asianews.it. http://www.asianews.it/news-en/Conference-in-Grozny:-Wahhabism-exclusion-from-the-Sunni-community-provokes-Riyadh%E2%80%99s-wrath-38502.html. Läst 5 november 2019.
19. ↑  Esposito, John (2003). The Oxford Dictionary of Islam. Oxford: Oxford University Press. sid. 333. ISBN 0-19-512558-4
20. ↑  DeLong-Bas, Natana J. (2004). Wahhabi Islam: From Revival and Reform to Global Jihad. Oxford University Press, USA. sid. 42. ISBN 0-19-516991-3 First edition.
21. ↑  ”Gävleimamen ansvarig för radikal hemsida”. www.gd.se. Gefle Dagblad. http://www.gd.se/gastrikland/gavle/gavleimamen-ansvarig-for-radikal-hemsida. Läst 1 juli 2015.
22. ↑  ”أهل السنة وتسميتهم بالوهابية” (på arabiska). binbaz.org.sa. Arkiverad från originalet den 18 augusti 2019. https://web.archive.org/web/20190818200152/https://binbaz.org.sa/old/29248. Läst 18 augusti 2019.